# Mac Thornberry
William McClellan Thornberry, detto Mac (Clarendon, 15 luglio 1958), è un politico statunitense, membro della Camera dei Rappresentanti per lo stato del Texas dal 1995 al 2021.

## Biografia
Nato e cresciuto in Texas, Thornberry si laureò in legge all'Università del Texas a Austin e in seguito lavorò come assistente di alcuni politici. Per qualche tempo lavorò anche al Dipartimento di Stato durante l'amministrazione Reagan, poi tornò nella città natale per gestire il ranch di famiglia con i fratelli.
Entrato in politica con il Partito Repubblicano, nel 1994 si candidò alla Camera dei Rappresentanti contro il deputato democratico in carica Bill Sarpalius e riuscì a sconfiggerlo. Da allora, venne sempre rieletto con elevate percentuali di voto fin quando nel 2020 annunciò il proprio ritiro e lasciò il Congresso dopo ventisei anni.
Thornberry è considerato un repubblicano conservatore. Sposato con Sally Adams, ha due figli.